# تالس لیتس
تالس لیتس (انگلیسی: Thales Leites؛ زادهٔ ۶ سپتامبر ۱۹۸۱) ورزشکار هنرهای رزمی ترکیبی اهل برزیل است.